# スペッツァーノ・デッラ・シーラ
スペッツァーノ・デッラ・シーラ（イタリア語: Spezzano della Sila）は、イタリア共和国カラブリア州コゼンツァ県にある、人口約4,600人の基礎自治体（コムーネ）。

## 地理

### 位置・広がり

#### 隣接コムーネ
隣接するコムーネは以下の通り。
- カザーリ・デル・マンコ
- チェーリコ
- ロンゴブッコ

## 行政

### 分離集落
スペッツァーノ・デッラ・シーラには、以下の分離集落（フラツィオーネ）がある。
- Camigliatello Silano, Campo San Lorenzo, Colle Lungo, Croce di Magara, Cupone, Moccone, Molarotta